# Chieti Calcio 1995-1996
Questa pagina raccoglie le informazioni riguardanti il Chieti Calcio nelle competizioni ufficiali della stagione 1995-1996.

## Rosa
| N. |                   | Ruolo | Calciatore            |
| -- | ----------------- | ----- | --------------------- |
|    | Italia (bandiera) | P     | Alberto Agresta       |
|    | Italia (bandiera) | A     | Domenico Altamonte    |
|    | Italia (bandiera) | A     | Corrado Baglieri      |
|    | Italia (bandiera) | C     | Emanuele Bonelli      |
|    | Italia (bandiera) | A     | Berardino Capocchiano |
|    | Italia (bandiera) | C     | Roberto Chiappara     |
|    | Italia (bandiera) | C     | Stefano Ferretti      |
|    | Italia (bandiera) | D     | Mario Ficca           |
|    | Italia (bandiera) | D     | Donato Gentile        |
|    | Italia (bandiera) | D     | Gianfranco Germoni    |
|    | Italia (bandiera) | D     | Fabio Manganiello     |
|    | Italia (bandiera) | D     | Roberto Marcangeli    |

| N. |                   | Ruolo | Calciatore           |
| -- | ----------------- | ----- | -------------------- |
|    | Italia (bandiera) | D     | Francesco Marchetti  |
|    | Italia (bandiera) | P     | Ivan Martinelli      |
|    | Italia (bandiera) | C     | Aureliano Modesti    |
|    | Italia (bandiera) | D     | Patrizio Paolone     |
|    | Italia (bandiera) | D     | Cristiano Pappalardo |
|    | Italia (bandiera) | C     | Mauro Picconi        |
|    | Italia (bandiera) | C     | Alessandro Porro (I) |
|    | Italia (bandiera) | D     | Ciro Scognamiglio    |
|    | Italia (bandiera) | C     | Alessandro Tatomir   |
|    | Italia (bandiera) | C     | Emanuele Tremante    |
|    | Italia (bandiera) | A     | Stefano Turchi       |
|    | Italia (bandiera) | C     | Andrea Zucco         |

## Risultati

### Campionato

#### Girone di andata
| 27 agosto 1995 1ª giornata | Trapani | 2 – 1 | Chieti |  |

| 3 settembre 1995 2ª giornata | Chieti | 0 – 1 | Casarano |  |

| 10 settembre 1995 3ª giornata | Gualdo | 2 – 1 | Chieti |  |

| 17 settembre 1995 4ª giornata | Chieti | 1 – 1 | Sora |  |

| 24 settembre 1995 5ª giornata | Chieti | 1 – 0 | Turris |  |

| 1º ottobre 1995 6ª giornata | Ischia Isolaverde | 2 – 0 | Chieti |  |

| 8 ottobre 1995 7ª giornata | Chieti | 2 – 0 | Atletico Catania |  |

| 15 ottobre 1995 8ª giornata | Lodigiani | 2 – 2 | Chieti |  |

| 22 ottobre 1995 9ª giornata | Chieti | 1 – 0 | Ascoli |  |

| 29 ottobre 1995 10ª giornata | Siena | 3 – 0 | Chieti |  |

| 12 novembre 1995 11ª giornata | Chieti | 0 – 2 | Savoia |  |

| 19 novembre 1995 12ª giornata | Nocerina | 1 – 0 | Chieti |  |

| 26 novembre 1995 13ª giornata | Acireale | 0 – 0 | Chieti |  |

| 3 dicembre 1995 14ª giornata | Chieti | 1 – 5 | Lecce |  |

| 10 dicembre 1995 15ª giornata | Castel di Sangro | 1 – 0 | Chieti |  |

| 17 dicembre 1995 16ª giornata | Chieti | 1 – 1 | Juventus Stabia |  |

| 30 dicembre 1995 17ª giornata | Nola | 0 – 0 | Chieti |  |

#### Girone di ritorno
| 7 gennaio 1996 18ª giornata | Chieti | 0 – 0 | Trapani |  |

| 14 gennaio 1996 19ª giornata | Casarano | 1 – 1 | Chieti |  |

| 28 gennaio 1996 20ª giornata | Chieti | 0 – 0 | Gualdo |  |

| 4 febbraio 1996 21ª giornata | Sora | 3 – 0 | Chieti |  |

| 18 febbraio 1996 22ª giornata | Turris | 0 – 0 | Chieti |  |

| 25 febbraio 1996 23ª giornata | Chieti | 1 – 1 | Ischia Isolaverde |  |

| 3 marzo 1996 24ª giornata | Atletico Catania | 2 – 0 | Chieti |  |

| 10 marzo 1996 25ª giornata | Chieti | 0 – 1 | Lodigiani |  |

| 24 marzo 1996 26ª giornata | Ascoli | 1 – 0 | Chieti |  |

| 31 marzo 1996 27ª giornata | Chieti | 3 – 2 | Siena |  |

| 7 aprile 1996 28ª giornata | Savoia | 0 – 0 | Chieti |  |

| 14 aprile 1996 29ª giornata | Chieti | 2 – 2 | Nocerina |  |

| 21 aprile 1996 30ª giornata | Chieti | 0 – 1 | Acireale |  |

| 5 maggio 1996 31ª giornata | Lecce | 3 – 2 | Chieti |  |

| 12 maggio 1996 32ª giornata | Chieti | 1 – 2 | Castel di Sangro |  |

| 19 maggio 1996 33ª giornata | Juventus Stabia | 0 – 0 | Chieti |  |

| 26 maggio 1996 34ª giornata | Chieti | 0 – 0 | Virtus Nola |  |